# Disciadidae
Famille
Disciadidae est une famille de crevettes (crustacés décapodes) de la super-famille Bresilioidea.

## Liste des genres
Selon World Register of Marine Species (17 avril 2016), Disciadidae comprend les genres suivants :
- genre Discias Rathbun, 1902
- genre Kirnasia Burukovsky, 1988
- genre Lucaya Chace, 1939
- genre Tridiscias Kensley, 1983